# شاهدخت ایزابلای دانمارک
شاهدخت ایزابلا دانمارک (انگلیسی: Princess Isabella of Denmark؛ زادهٔ ۲۱ آوریل ۲۰۰۷) یکی از اعضای خانواده سلطنتی دانمارک است. او دومین فرزند فردریک دهم و ملکه مری است.
ایزابلا پس از برادر بزرگترش، شاهزاده کریستیان، دومین نفر در صف جانشینی تاج و تخت دانمارک است. .